# Ред-Ривер (приток Миссисипи)
Ред-Ривер (англ. Red River) — река на юге США, приток Миссисипи. Её также называют Южной Ред-Ривер для различия с Северной Ред-Ривер, впадающей в озеро Виннипег. Длина реки составляет 2190 км.
Река образуется при слиянии двух небольших рек в центральном Техасе, далее течёт на восток, образуя границу между штатами Техас и Оклахома, и небольшой участок границы между Техасом и Арканзасом. В Фултоне Ред-Ривер пересекает границу Луизианы и вскоре впадает в реки Миссисипи и Атчафалайа.
Название Ред-Ривер (с английского — «Красная река») происходит от сельскохозяйственных земель с высоким содержанием глины, находящихся в водоразделе реки.
С 1943 года река перегорожена дамбой Денисон, вследствие чего образовалось озеро Техомо площадью 360 км², которое находится в 110 км к северу от Далласа. Дамба служит средством для борьбы с разрушительными наводнениями на реке и её притоках. Также на реке расположено озеро Каддо, известное своим кипарисовым лесом, одним из крупнейших на планете.